# Miguel Ángel Lete
Miguel Ángel Lete Del Río (Burgos, 6 de mayo de 1956) es un exjugador de baloncesto español. Con 1,95 de estatura, su puesto natural en la cancha era el de alero.  

## Trayectoria
Procedente del Universitario de Valladolid, toda su carrera deportiva transcurriría en Cataluña. 
En 1978 ficha por el Club Bàsquet Mollet donde juega un año, después jugaría en el Granollers Esportiu Bàsquet y en el Espanyol.

En la temporada 1987-88 fichó por el Caixa Sabadell de 2a Nacional con el que consiguió el ascenso a 1a 'B'.